# HQ-7
Хунци-7 или HQ-7 (кит. упр. 红旗七号, пиньинь hóngqí qī hào, палл. хунци ци хао, буквально: «Красное знамя-7», экспортное обозначение — FM-80) — китайский зенитно-ракетный комплекс (ЗРК) малого радиуса действия, являющийся копией ЗРК «Crotale». Может устанавливаться на надводные корабли и наземные транспортные средства.

## История
В конце 1970-х годов, КНР из-за сложных отношений с СССР и ввиду серьёзного отставания от него в качестве выпускаемой военной техники, искал помощь в модернизации своих вооруженных сил. Такую помощь Китаю оказали такие страны, как США, Великобритания, Италия, Франция, Германия и Австралия, обеспечив ему военные поставки и передачу технологий. Такие сделки совершались с КНР как открыто, так и тайно.
В 1978—1979 годах одной из импортированных в Китай систем, были французские ЗРК «Кроталь» в наземной и морской модификациях, разработанные фирмой Thomson-CSF.
ЗРК Thomson-CSF R-440 Sea Crotale и РЛС Thomson-CSF TSR 3004 Sea Tiger E/F-диапазона были установлены на эсминец № 109 «Кайфэн» ВМФ КНР (типа 051) и эсминец № 112 «Харбин» (типа 052). Когда в НОАК убедились, что ЗРК «Кроталь» имеет более высокие характеристики по сравнению с китайским ЗРК HQ-61, 2-й Академии (сейчас China Chang Feng) поручили реверс-инжиниринг «Кроталя», при этом копирование РЛС и системы управления огнём было поручено 23-му Институту, а задание на разработку шасси для наземного варианта ПУ ЗРК было выдано 206-му Институту.
К 1983 году КНР смогла изготовить копии ракет «Кроталя» (HQ-7) для проведения испытаний. Сертификация серийного производства была закончена в 1986—1988 годах.
Экспортная версия FM-80 впервые была продемонстрирована в 1989 году на авиакосмическом салоне в Дубае.
В 1990-х годах ЗРК Хунци-7 был размещён на базах ВВС КНР, СПУ и наземных кораблях, став стандартным для Китая корабельным ЗРК более чем на десятилетие, пока не был налажен выпуск более совершенного и дальнобойного комплекса HQ-9.

## ТТХ комплекса
- Дальность перехвата: до 12 км
- Количество ракет на ПУ: 4(на СПУ)/8 шт.
- Наведение: пассивное радионаведение/радиокоррекция
- РЛС: Type 360S E/F-Диапазона
  - Дальность обнаружения: 18 км
  - Количество каналов: до 30 целей

### ТТХ ракеты
- Длина: 3 м
- Диаметр: 156 мм
- Масса: 85 кг
- Высота перехвата цели: 30-5000 м
- Дальность перехвата:
  - при скорости цели 400 м/с — 8600 м
  - при скорости цели 300 м/с — 10 000 м
  - медленно движущихся целей — 12000 м
- Скорость ракеты: до 750 м/с